# La Playona (ort)
La Playona är en ort i Honduras.   Den ligger i departementet Departamento de Copán, i den västra delen av landet, 220 km nordväst om huvudstaden Tegucigalpa. La Playona ligger 212 meter över havet och antalet invånare är 1 285.
Terrängen runt La Playona är varierad. La Playona ligger nere i en dal. Runt La Playona är det ganska tätbefolkat, med 54 invånare per kvadratkilometer. Närmaste större samhälle är Florida, 18,5 km sydost om La Playona. 